# Address Resolution Protocol
El protocol de resolució d'adreces (ARP, per la sigla en anglès, que correspon a address resolution protocol) és, segons la RFC 826, un protocol de comunicació que s'encarrega, de manera automàtica, de resoldre i mantenir la taula d'equivalències entre les adreces MAC i les adreces IP dels nodes o màquines que es comuniquen. Al model de l'arquitectura TCP/IP, ARP és en un punt intermedi entre la capa de xarxa i la capa d'Internet. En canvi al model OSI és a la capa de xarxa.

Descripció gràfica d'una consulta del protocol ARP

Quan una estació o dispositiu necessita enviar un paquet a una estació de la mateixa xarxa local, l'estació dedueix, a partir de l'adreça IP de destinació, que es troba a la mateixa xarxa i, en conseqüència, no cal enviar el paquet a cap redireccionador (encaminador). Però per poder enviar-li les trames ethernet on aniran els paquets necessita conèixer l'adreça MAC del destinatari. Per esbrinar-la emet un paquet dintre d'una trama ethernet amb l'adreça broadcast com a destinació i amb l'adreça IP com a contingut, l'estació que reconeix la seva adreça respon amb la seva adreça MAC.
Si l'estació a la qual s'intenta enviar el paquet no és a la mateixa xarxa, actua de la mateixa manera però en aquest cas el que es necessita conèixer és l'adreça MAC del redireccionador o encaminador.
Cada estació manté una taula amb les correspondències IP-MAC per tal d'agilitzar el funcionament de la xarxa. El temps de vida de les parelles IP-MAC d'aquesta taula és de l'ordre de minuts.
L'operació inversa, obtenir l'adreça IP a partir de l'adreça física, es fa amb el protocol RARP. Aquesta operació té sentit en dispositius connectats a una xarxa que no tenen capacitat per guardar la pròpia adreça IP.